# Raroia (Polinesia Francesa)
Raroia es una comuna asociada de la comuna francesa de Makemo  que está situada en la subdivisión de Islas Tuamotu-Gambier, de la colectividad de ultramar de Polinesia Francesa.

## Composición
La comuna asociada de Raroia abarca los atolones de Raroia y Takume:
| Comuna asociada de Raroia |                  |                  |                    |
| Atolones                  | Población (2012) | Superficie (km²) | Densidad (hab/km²) |
| Raroia                    | 352              | 19.5             | 13                 |
| Takume                    | 93               | 5                | 19                 |

## Demografía
| Gráfica de evolución demográfica de Raroia entre 1977 y 2012 |
|                                                              |

Fuente: Insee